# Monster (canção de Kanye West)
"Monster" é o título do terceiro single oficial do quinto álbum de estúdio de Kanye West, intitulado My Beautiful Dark Twisted Fantasy. Este conta com contribuições vocais, dos rappers Jay-Z, Rick Ross, da rapper Nicki Minaj e do vocalista da banda folk Bon Iver, Justin Vernon. A música foi lançada para download gratis no "GOOD Friday's", programa semanal no qual Kanye cria faixas novas nas sextas-feiras, em 21 de Setembro de 2010, sendo a primeira publicação do "GOOD Friday's". O single só foi lançado para download digital no iTunes, no dia 22 de Setembro de 2010, junto ao álbum.

## Fundo musica e composição
O single contém ressaltadas e fortes batidas, semelhante a cada artista e sua vez, fazendo o rap sob a beat. Nicki Minaj gravou a faixa no Havaí, depois de escrevê-lo na viagem de avião. O Rapper e colaborador Rick Ross elogiou o verso de Nicki Minaj, afirmando "Esse foi o dia que  Nicki Minaj ganhou o meu respeito como letrista. Antes daquele dia, ela era uma grande animadora, mas para mim, entrar no estúdio com meus próprios olhos e vê-la escrever seu verso, eu sabia que ia ser um dos maiores versos deste ano".

## Recepção da crítica
Os comentários para "Monster" foram extremamente positivos, a maioria dos críticos elogiaram Minaj para entregar um verso que se destaca . Becky Bain do Idolator afirmou: "Com cinco artistas distintos, todos os que suportam seu material (e/ou a disputar a atenção?), aquele que mais brilha (e chega mais alto) mãos para baixo é o Sr. Aubrey Drake Graham e possível brincalhona do Twitter, Nicki Minaj ". Sara D. Anderson da AOL deu à música uma revisão positiva, elogiando cada artista sobre sua contribuição. Anderson declarou: "West oferece o gancho cativante, ao interprete de rock Indie Folk, Bon Iver um frame da musica da música; num rouco, mas encorpado verso com camadas de introduzir uma configuração ‘Spook Thriller’. Rick Ross apresenta a intimidação do hip-hop. Jay-Z legitimamente  se compara ao ‘Sasquatch, Godzilla, King Kong, Monstro do Lago Ness, Goblin, Ghoul e a um zumbi  sem consciência’, mas é o verso de Nicki Minaj que tem gente falando. Variando não só entrega seu vocal, Minaj esforço mudanças pessoais em meados das linhas” . Chris Ryan da MTV Buzzworthy positivamente revisa West, Jay-Z e Minaj como rappers que se destacam na música, afirmando que "Nos estéreos de carros, computadores e em clubes, nada “queima” mais que “Monster”, está possui um corte bestial. Kanye injeta sobre a sua presença um ser presente para todos nós, Jay-Z vem completamente com o que poderia ser o seu mais forte verso em anos, e é aí que Nicki entra mais do que segura com o seu próprio verso contra os dos “maus meninos”".

## Performances ao vivo
A canção foi executada no concerto de Jay-Z e Eminem, "Home and Home" no novo Estádio dos Yankees. Foi interpretado por Jay-Z, Minaj Nicki e Kanye West . Kanye West usou exatamente a mesma roupa que usou em sua performance na MTV Video Music Awards 2010, e suas subseqüentes performances no Saturday Night Live, bem como em muitos de seus concertos, um terno vermelho com acessórios como um colar de ouro de Hórus, o deus egípcio dos céus, e sua assinatura com os sapatos vermelhos da Louis Vuitton Don.

## Video clipe
Um clipe para a música, dirigido por Jake Nava, está em atual gravação. Uma versão interminada do video clip vazou na internet no final do mês de dezembro, mostra os interpretes sobre sombrios temas, em conjunto de cadaveres, dançarinas no escuro. Kanye aparece em diversas cenas, uma em um portão com mãos o segurando, uma cena com uma cabeça degolada em sua mão e roupas estilo velho-oeste, além da cena no teaser com os cadaveres na cama; Jay-Z aparece ao lado de um corpo em um sofá com um terno vintage, Nicki Minaj aparece como Roman Zolanski, o qual sequestrou Harajuku Barbie, dois de seus alter egos mais famosos. E Rick Ross fica em um salão de jantar luxuoso, com vestes de seda a jantar. Justin Vernon não aparece.